# Încleștarea regilor
Încleștarea regilor (1998) (titlu original A Clash of Kings) este al doilea roman din seria Cântec de gheață și foc, o epopee fantasy scrisă de autorul american George R. R. Martin. A fost publicată pentru prima dată pe 16 noiembrie 1998 în Marea Britanie, prima ediție americană apărând doar în martie 1999. Ca și predecesorul său, Urzeala tronurilor, a câștigat premiul Locus pentru "Cel mai bun roman" (1999) și a fost nominalizat la premiul Nebula pentru "Cel mai bun roman" (1999).
În mai 2005, Meisha Merlin a lansat cu mare întârziere o ediție limitată a romanului, ilustrată de John Howe.
Încleștarea regilor este și titlul primei versiuni modificate a jocului "A Game of Thrones".
Cartea a apărut în limba română în anul 2008 în ediție paperback și în 2011 în format hardcover.

## Intriga
Acțiunea seriei se desfășoară într-o lume fictivă care amintește de Europa medievală, în principal pe un continent numit Westeros. În această lume, anotimpurile pot ține câțiva ani, iar uneori chiar câteva decade.
Încleștarea regilor preia acțiunea de unde a lăsat-o Urzeala tronurilor. Cele Șapte Regate din Westeros sunt devastate de război civil, în timp ce Rondul de Noapte pornește într-o misiune de recunoaștere în nordul Zidului, pentru a investiga oamenii misterioși, denumiți sălbaticii, care trăiesc acolo. Între timp, departe în est, Daenerys Targaryen își continuă încercarea de a reveni în Cele Șapte Regate și de a le cuceri. Toate semnele prevestesc dezastrul teribil care stă să vină.

### În Cele Șapte Regate
Războiul civil pentru revendicarea Tronului de Fier devine tot mai complex, iar Casa Greyjoy lansează un atac masiv asupra coastei vestice a Nordului. La fortăreața Stark, Winterfell, se află la conducere fratele mai tânăr a lui Robb, Bran Stark. Când Jojen și Meera Reed sosesc din Rondul Greywater, Bran descoperă în ei doi prieteni interesați de visele sale ciudate.
Fratele lui Robert, Stannis Baratheon, se autoproclamă Rege de Westeros, încurajat de Melisandre, o preoteasă roșie a lui R'hllor. Fratele său mai tânăr, Renly, cere și el tronul. Catelyn Stark se alătură discuției dintre Renly și Stannis, pentru a discuta o posibilă alianță Stark-Baratheon împotriva Lannisterilor. Înțelegerea cade și o umbră stranie îl omoară pe Renly în cortul său. Catelyn fuge împreună cu singurul martor al crimei, fecioara războinică Brienne din Tarth. Majoritatea susținătorilor lui Renly își mută loialitatea în tabăra lui Stannis, în afara Casei Tyrell, a cărei fortăreață, Capătul Furtunii, cade atunci când Melisandre dă naștere prin magie unei alte umbre care îi ucide castelanul.
Tyrion Lannister sosește la Debarcaderul Regelui pentru a deveni Mâna Regelui, cel mai intim sfetnic al monarhului. În timp ce complotează împotriva surorii lui, Cersei, văduva defunctului rege și mama regelui King Joffrey, Tyrion îmbunătățește apărarea cetății și îl trimite pe alunecosul Degețel să negocieze cu Casa Tyrell. Lordul Mace Tyrell își dă acordul pentru a-și căsători fata, Margaery, cu Joffrey. În plus, sora lui Joffrey, prințesa Myrcella se va căsători cu Trystane Martell.
Theon Greyjoy, fost vasal al Casei Starks, captureată Winterfell folosind doar 20 de oameni, luându-i ostatici pe Bran și Rickon Stark. Theon speră să folosească Winterfellul ca bază pentru cucerirea Nordului, dar Bran și Rickon dispar în noapte. Theon și oamenii săi îi urmăresc fără succes, omorând în schimb doi copii de țărani pe care îi declară prinții Stark. Susținătorii Casei Stark asediază castelul, însoțiți de o forță venită din partea Casei Bolton, dar soldații acesteia se întorc împotriva lor. Theon deschide porțile victorioșilor Boltoni, dar aceștia devastează Winterfellul. Bran și Rickon fug din ascunzătoare, urmând căi diferite: Osha, o sălbatică luată prizonieră care a devenit servitoare a castelului îl duce pe Rickon într-un loc în care să fie în siguranță, în timp ce Bran, însoțit de Meera,Jojen si simpaticul gigantic Hodor, alege să călătorească spre nord, către Zid.
Robb Stark își conduce armata prin ținuturile din Westerland, obținând câteva victorii împotriva Lannisterilor chiar pe pământul acestora. Tywin Lannister pornește împotriva lor, dar, aflând că Debarcaderul Regelui este amenințat, se retrag rapid spre sud.
Dându-se drept băiat pentru a-și proteja identitatea de fiică urmărită a Casei Stark, Arya Stark merge spre nord împreună că noii recruți pentru Rondul de Noapte. Grupul este capturat și dus la Harrenhal, cetate aflată sub stăpânirea Lannisterilor, unde Arya va juca rolul unei fete de țăran care devine servitoare. Un om misterios, Jaqen H'ghar, o răsplătește pe Arya pentru că i-a salvat viața, omorând doi oameni aleși de ea. În loc să aleagă și un al treilea om, Arya îi cere lui Jaquen ajutorul pentru a elibera un grup de susținători ai Casei Stark, care cuceresc rapid Harrenhalul. Jaquen îi dă Aryei o monedă inscripționată cu o frază ciudată, "Valar Morghulis", pe care să o folosească în caz de urgență. Lordul Roose Bolton sosește în curând și ocupă Harrenhalul, iar Arya devine pajul lui, evadând însă foarte curând.
Armata lui Stannis Baratheon ajunge la Debarcaderul Regelui, atacând cetatea simultan de pe uscat și de pe apă. Sub comanda lui Tyrion, forța aceasta este îndepărtată prin folosirea "focului sălbatic", o substanță asemănătoare focului grecesc, dând foc râului și ridicând un lanț de-a latul lui pentru a împiedica retragerea flotei lui Stannis, prinzându-l în cursă. Stannis reușește să scape cu greu, cu armata decimată și doar cu câteva nave. Tyrion este rănit în bătălie, ca urmare a unei trădări.

### Pe Zid
Un grup de cercetași din Rondul de Noapte pornește la nord de Zid. La Fortăreața lui Craster, ei află că sălbaticii, anarhici prin natura lor, se unesc în jurul unui singur om Regele-de-dincolo-de-Zid Mance Rayder. Rondul înaintează mai departe spre nord, ajungând la fortăreața ruinată cunoscută în trecut sub numele de Pumnul Primilor Oameni. Lordul Comandant Jeor Mormont îi trimite pe Jon Snow și pe Qhorin Halfhand în recunoaștere în Trecătoarea Țipătului.
Pe drum, Snow și Halfhand sunt vânați de câțiva războinici sălbatici. În fața înfrângerii iminente, Halfhand îi ordonă lui Snow să se dea drept trădător, infiltrându-se printre sălbatici pentru a le afla planurile. Ca dovadă a trădării sale, sălbaticii îi cer lui Jon să se lupte cu Halfhand, pe care îl ucide cu ajutorul lupului său, Nălucă. Jon află că Rayder se îndreaptă deja spre Zid cu o armată de zeci de mii de luptători.

### În Est
Daenerys Targaryen pornește spre est prin deșertul roșu, însoțită de cavalerul Jorah Mormont, puținii susținători loiali rămași și trei dragoni nou-născuți. Cercetașii găsesc un drum sigur spre orașul Qarth, un centru comercial. Datorită dragonilor, Daenerys devine minunea orașului, dar nu își poate asigura sprijinul neguțătorilor pentru a revendica tronul din Westeros. În Casa Celor Nemuritori, puternicii vrăjitori din Qarth îi arată lui Daenerys o serie de imagini amăgitoare, punându-i viața în pericol. Unul dintre dragonii lui Daenerys, Drogon, arde Casa Celor Nemuritori, stârnind mânia qartheenilor. O încercare de asasinare a lui Daenerys, desfășurată în portul orașului, este dejucată de sosirea a doi străini, un războinic gras pe nume Vânjosul Belwas și scutierul lui, un războinic vârstnic pe nume Arstan Barbă-Albă. Ei sunt agenții aliatului lui Daenerys, Illyrio Mopatis, veniți să o escorteze în Orașul Liber Pentos. Daenerys și însoțitorii ei părăsesc orașul.

## Personaje
Povestea este relatată din perspectiva a 9 personaje și a unui prolog în care apare un alt personaj:
- Prolog: Maester Cressen, maestru al Pietrei Dragonului.
- Tyrion Lannister, cel mai tânăr fiu al lordului Tywin Lannister, pitic și frate al reginei Cersei
- Lady Catelyn Stark din Casa Tully, văduva lui Eddard Stark, Lord de Winterfell
- Ser Davos Seaworth, un contrabandist devenit cavaler în serviciul regelui Stannis Baratheon
- Prințesa Sansa Stark, cea mai mare fată a lui Eddard și Catelyn Stark, ținută captivă de regele de pe Tronul de Fier la Debarcaderul Regelu
- Prințesa Arya Stark, cea mai mică fată a lui Eddard și Catelyn Stark, dispărută și considerată moartă
- Prințul Bran Stark, al doilea fiu a lui Eddard și Catelyn Stark și moștenitor al Winterfellului și a Regatului de Nord
- Jon Snow, bastardul lui Eddard Stark și om al Rondului de Noapte
- Theon Greyjoy, moștenitor al Turnului Mării și fost vasal al lordului Eddard Stark
- Regina Daenerys Targaryen, Născută din Furtună, din dinastia Targaryen

## Traduceri în limba română
- 2008 - Încleștarea regilor (2 vol.), editura Nemira, colecția "Nautilus", traducere Laura Bocancios, 1440 pag., ISBN 978-973-143-123-9
- 2011 - Încleștarea regilor (cartonată), editura Nemira, colecția "Nautilus", traducere Laura Bocancios, 1040 pag., ISBN 978-606-579-236-4
- 2013 - Încleștarea regilor (2 vol.), editura Nemira, colecția "Nautilus", traducere Laura Bocancios, 968 pag., ISBN 978-606-579-615-7

## Premii și nominalizări
- premiul Locus - "Cel mai bun roman (fantasy)" (câștigător) - 1999[1]
- premiul Nebula - "Cel mai bun roman" (nominalizare) - 1999[1]
- premiul Ignotus - "Cel mai bun roman (străin)" (câștigător) - 2004